# Tipula (Lunatipula) texensis
Tipula (Lunatipula) texensis is een tweevleugelige uit de familie langpootmuggen (Tipulidae). De soort komt voor in het Nearctisch gebied.